# Strandgentiana
Strandgentiana (Gentianopsis detonsa) är en gentianaväxtart som först beskrevs av Christen Friis Rottbøll, och fick sitt nu gällande namn av Yu Chuan Ma. Enligt Catalogue of Life ingår Strandgentiana i släktet strandgentianor och familjen gentianaväxter, men enligt Dyntaxa är tillhörigheten istället släktet strandgentianor och familjen gentianaväxter. Arten har ej påträffats i Sverige.

## Underarter
Arten delas in i följande underarter:
- G. d. detonsa
- G. d. nesophila
- G. d. yukonensis